# Theobroma
Theobroma é um município brasileiro do estado de Rondônia. Está a uma altitude de 205 metros e sua população, conforme estimativas do IBGE de 2021, era de 10 348 habitantes. Possui uma área de 2.199,865 km².

## História
Surgiu do Nuar Theobroma, integrante do Projeto de Colonização Padre Adolpho Rohl. Seu desenvolvimento econômico, o polo cacaueiro, proporcionou as condições para ser transformado em município pela Lei n.º 371, de 13 fevereiro de 1992. O seu nome é em homenagem ao cacau, cuja denominação científica é Theobroma cacao.